# دوري الدرجة الأولى المالي 2016
دوري الدرجة الأولى المالي 2016 هو الموسم 49 من دوري الدرجة الأولى المالي. كان عدد الأندية المشاركة فيه 20، وفاز فيه الملعب المالي.